# الشعيرية المقطعة بالسكين
الشعيرية أو المعكرونة المقطعة بالسكين (بالصينية: 刀削麵) هي نوع من المعكرونة أو الشعيريه المُجففة في المطبخ الصيني والتي غالبًا ما يتم ربطها بمقاطعة شانشي الصينية. وكما يوحي الاسم، يتم تحضيرها عن طريق تقطيع كتلة رقيقة من العجين مباشرة في الماء المغلي. المعكرونة الناتجة تكون على شكل شريط، وتكون سميكة إلى حدٍ ما، وقابِلة للمضغ.

## التحضير
تُصنع المعكرونة بخلط الماء والدقيق ومكونات أخرى لصنع العجينة. يُضاف زيت الطهي لزيادة المرونة. يتم تقطيع العجين إلى شرائح بحركة سريعة مع إدخال شرائح العجين مباشرة في الماء المغلي. قد يستغرق تعلم القيام بذلك وقتًا، ولكن يمكن للخُبراء في ذلك أن يقطع ما يصل إلى 200 خصلة في الدقيقة.
في العادة يتم تقديم المعكرونة أو الشعيرية المجففة داخل مرق، لكن في بعض الأحيان يتم قليها.